# Здание городской думы (Нижний Новгород)
Здание городской Думы — памятник градостроительства и архитектуры в историческом центре Нижнего Новгорода. Построено в 1899—1904 годах. Автор проекта — петербургский архитектор В. П. Цейдлера. Дума выстроена в ранний период становления модерна в архитектуре России и объединяет в себе черты как академической эклектики, так и декоративного модерна. Является одним из самых знаменитых архитектурных памятников города.
Историческое здание сегодня — объект культурного наследия Российской Федерации.

## История

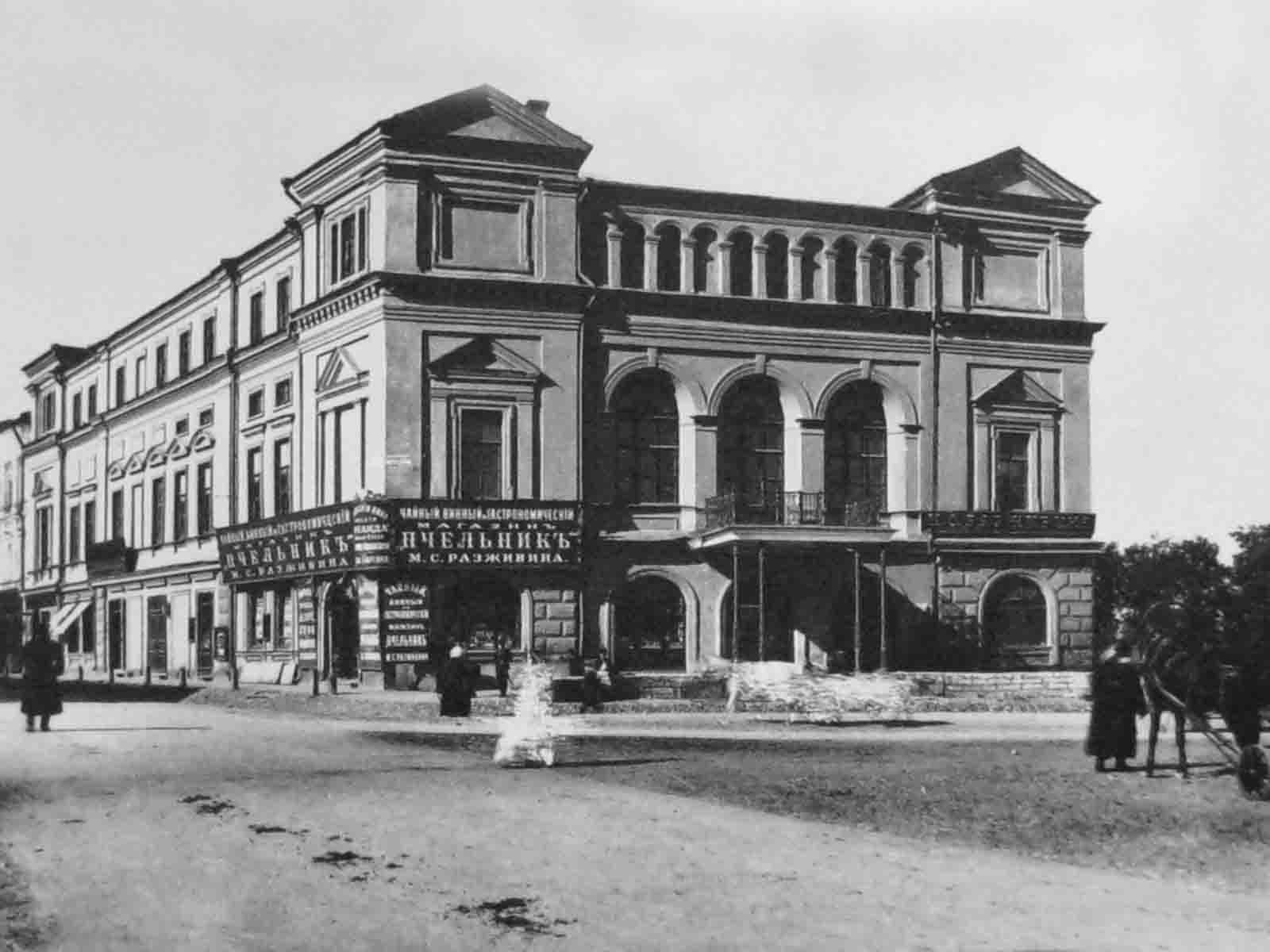
Дом Бугрова на Благовещенской площади. 1890-е годы.

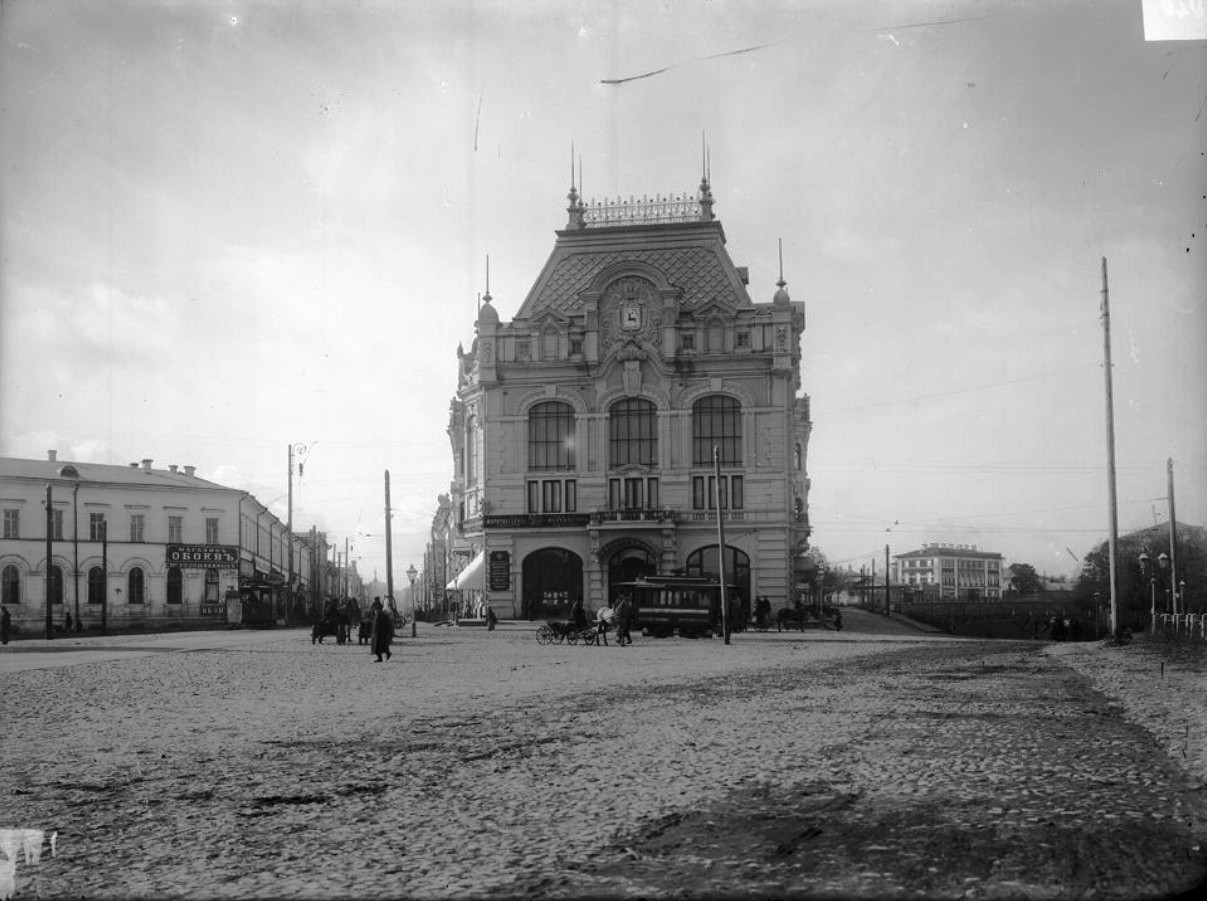
Городская дума. 1904 год

Территория Благовещенской площади (сегодня — площадь Минина и Пожарского) между улицей Большой Покровской и Зеленским съездом издавна считалась самым выигрышным в градостроительном плане местом города. До середины XIX века этот участок занимал деревянный дом Кордюковых. В 1851 году его купил удельный крестьянин Пётр Егорович Бугров, выстроивший по проекту архитектора Н. И. Ужумедского-Грицевича в 1852—1854 годах трёхэтажный каменный дом, первые этажи которого занимали торговые лавки, а второй этаж арендовал городской театр. Бугров являлся основателем одной из наиболее известных купеческих династий Нижнего Новгорода.
К концу века дом оказался во владении оперного певца Н. Н. Фигнера, который заложил его и не смог выкупить обратно. Здание выставили на продажу за 60 тыс. рублей, но завышенная цена отпугнула покупателей. Торги не состоялись и дом остался за банком. В 1897 году его выкупил за 50 тыс. рублей Н. А. Бугров — внук первого владельца, один из крупнейших благотворителей и меценатов Нижнего Новгорода конца XIX — начала XX вв. В том же году Бугров подарил здание городу с тем, чтобы «доходы с него поступали в особый фонд для раздачи беднейшим жителям», под условием того, чтобы в нём «никогда не допускалось устройства какого бы то ни было театра и вообще увеселительного заведения, а ровно и торгового заведения для продажи крепких спиртных напитков». Городские власти после долгих дискуссий приняли решение снести старый обветшалый дом и построить на его месте новое здание думы и управы.
Проект здания думы заказали петербургскому архитектору В. П. Цейдлеру, который создал пять вариантов планов-фасадов. Общественность города резко критиковала предложенные варианты. В газетах писали, что «нарядная дума будет у нас, как арфистка, которая украшает себя всякой мишурой, чтобы прельстить подгулявшего купчика». Последний вариант был утверждён 29 ноября 1899 года. 12 сентября 1901 года состоялась закладка фундаментов. В 1902 году здание было отстроено вчерне и покрыто железной крышей. В 1903—1904 годах под надзором архитектора Н. М. Вешнякова шла отделка интерьеров: дубовые панели и навесные потолки выполнил столяр Н. Кисельников, роспись плафонов — живописец С. Фёдоров. Для украшения зала заседаний, кабинета городского головы и приёмной использовали внутреннюю отделку и массивные резные двери Царского (Императорского) павильона — самой знаменитой постройки Всероссийской выставки 1896 года в Нижнем Новгороде.
Здание Думы освятили 18 апреля 1904 года. Первые этажи по улице Большой Покровской стали сдавать в аренду магазинам. В 1908 году зал заседаний украсил императорский подарок городу — знаменитое огромное полотно кисти К. Е. Маковского «Воззвание Минина». 28 марта 1911 года, за несколько дней до смерти Н. А. Бугрова, на стене парадной лестницы установили памятную доску с надписью: «Настоящее здание Нижегородской городской думы возведено в 1904 году на земельном участке, принадлежавшем удельному крестьянину Семёновского уезда, Чистопольской волости, деревни Поповой, Петру Егоровичу Бугрову, родному деду Николая Александровича Бугрова, почетного гражданина Нижнего Новгорода и гласного городской думы, которым этот ценный земельный участок с капиталом в сумме до 100 000 руб. пожертвован на предмет постройки этого здания с тем, чтобы чистый доход с него поступал исключительно на удовлетворение нужд бедных жителей города».
В советское время здание было переименовано сначала в Дом Союзов, потом в Дворец труда. Сегодня принадлежит Нижегородскому областному суду.

## Архитектура
Первоначальные проекты здания были выполнены в пышных барочно-эклектичных формах Французского Возрождения. Окончательный вариант здания был по сути эклектичным, однако в нём чувствовалось влияние зарождавшегося в Нижнем Новгороде романтического модерна: криволинейные формы карниза, парапетов, огромных окон вестибюля и зала заседаний, наличие эркеров башен и башенок, одинаковая тщательная проработка всех фасадов, в том числе дворовых, отражение внутренней планировки во внешних формах, активное применение дерева в украшении внутренних интерьеров, трёхцентровые плавные линии проёмов. В решении фасадов присутствовали элементы Французского Возрождения: высокие остроконечные кровли, сложного рисунка парапеты, обильный лепной декор. Таким образом, здание соединило в себе черты академической эклектики (ориентировавшейся на европейские архитектурные стили) и романтического модерна.